# Andrzej Oklejak
Andrzej Oklejak (ur. 20 września 1944 w Zakopanem, zm. 16 czerwca 2012 w Krakowie) – polski prawnik, doktor habilitowany nauk prawnych, specjalista z zakresu postępowania cywilnego, pełnomocnik Prezydenta Miasta Krakowa ds. prawnych.

## Życiorys
Ukończył studia prawnicze na Uniwersytecie Jagiellońskim. Habilitował się w 1995 na podstawie rozprawy pt. Apelacja w procesie cywilnym. Kierownik Zakładu Postępowania Cywilnego na Wydziale Prawa i Administracji Uniwersytetu Jagiellońskiego oraz dziekan tegoż Wydziału. Był również pełnomocnikiem Prezydenta Krakowa Jacka Majchrowskiego ds. prawnych.
Wieloletni kierownik radców prawnych Krakowskiej Dyrekcji Inwestycji. Został odznaczony Złotym Krzyżem Zasługi, Złotą Odznaką Miasta Krakowa,
Zmarł 16 czerwca 2012 w Krakowie po długiej i ciężkiej chorobie. Pochowany został na cmentarzu Salwatorskim w piątek 22 czerwca 2012 (kwatera SC9-1-26).

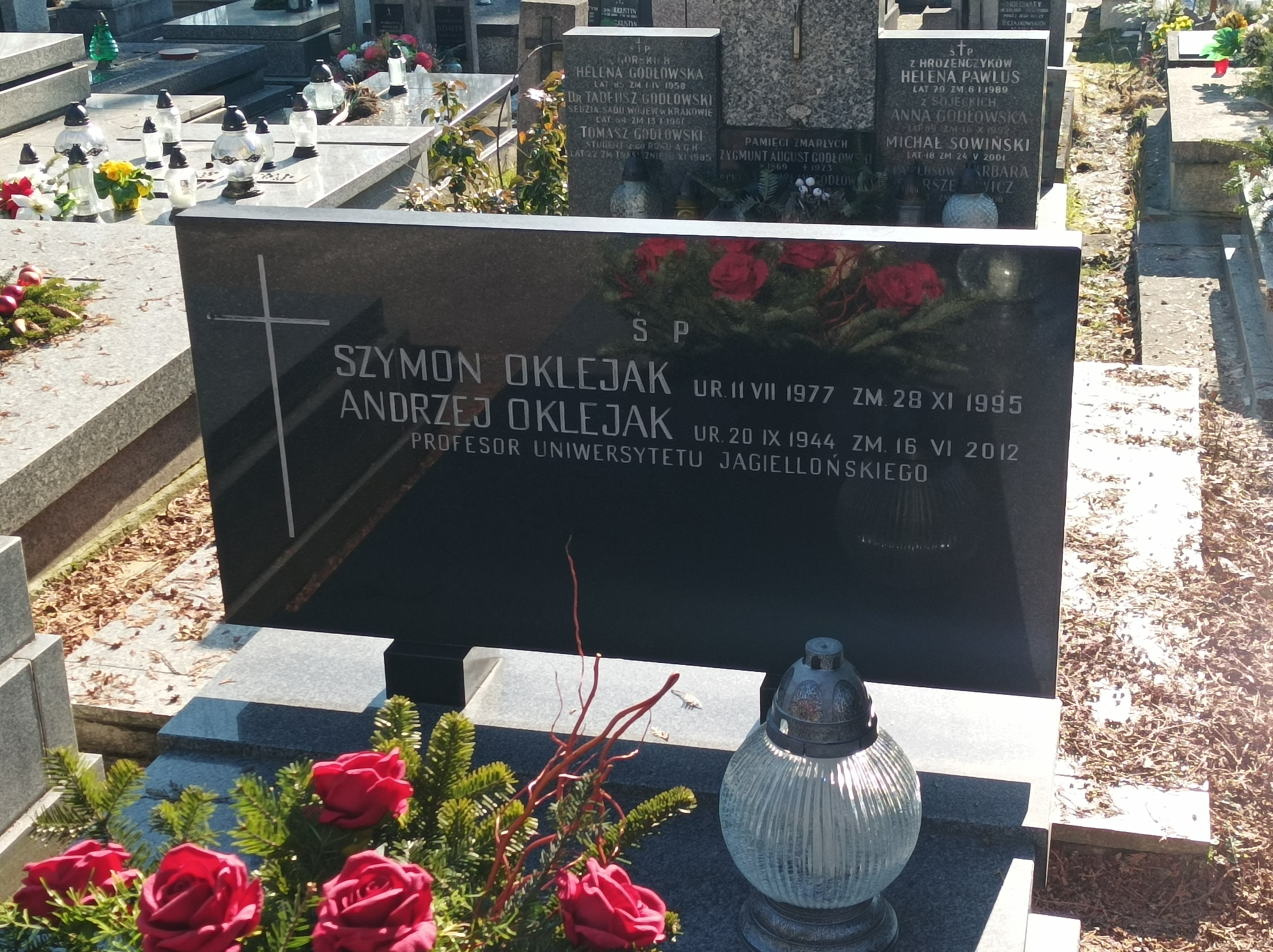
Grób prof. Andrzeja Oklejaka na cmentarzu Salwatorskim

## Publikacje
- Apelacja w procesie cywilnym (1994)
- Koszty sądowe w sprawach cywilnych: komentarz (2007, wspólnie z Mariuszem Soryszem)